# (5649) Donnashirley
(5649) Donnashirley es un asteroide perteneciente a asteroides que cruzan la órbita de Marte descubierto el 18 de noviembre de 1990 por Eleanor F. Helin desde el Observatorio del Monte Palomar, Estados Unidos.

## Designación y nombre
Designado provisionalmente como 1990 WZ2. Fue nombrado Donnashirley en honor a Donna Shirley, gerente del exitoso programa Mars Exploration Rover en el Laboratorio de Propulsión a Reacción de la NASA. Gestionó el programa de desarrollo de robótica que produjo Sojourner, el rover automatizado que exploró la superficie de Marte a mediados de 1997. También fue ingeniera de proyectos para la misión Cassini-Huygens, la nave espacial enviada para explorar Saturno, así como la ingeniera de proyectos para Mariner 10, que voló por Mercurio en la década de 1970. En sus treinta años en JPL, ha tenido muchas otras tareas exitosas en exploración espacial y en el desarrollo de sistemas no espaciales que utilizan tecnología espacial. A su vez, ha equilibrado una carrera exigente con la paternidad, la escritura, la actuación y la música.

## Características orbitales
Donnashirley está situado a una distancia media del Sol de 2,279 ua, pudiendo alejarse hasta 3,048 ua y acercarse hasta 1,510 ua. Su excentricidad es 0,337 y la inclinación orbital 21,72 grados. Emplea 1257,29 días en completar una órbita alrededor del Sol.

## Características físicas
La magnitud absoluta de Donnashirley es 14,6. Tiene 2,6 km de diámetro y su albedo se estima en 0,38. Está asignado al tipo espectral S según la clasificación SMASSII.